# Hysmon z Elidy
Hysmon z Elidy (gr. Ὕσμων) – żyjący w IV wieku p.n.e. starożytny grecki atleta, pięcioboista, olimpijczyk.
W młodości miał cierpieć na zanik mięśni i w ramach kuracji w chorobie zaczął ćwiczyć pięciobój. Odbudowawszy zdrowie uczynił na tyle postępów w sporcie, że zdobył zwycięstwo na igrzyskach nemejskich i na igrzyskach olimpijskich (w 384 roku p.n.e.). W Olimpii znajdował się oglądany przez Pauzaniasza posąg Hysmona, przedstawiający go trzymającego starodawną formę halterów.